# 別冊少年チャンピオン
『別冊少年チャンピオン』（べっさつしょうねんチャンピオン）は、秋田書店が発行する日本の月刊少年漫画雑誌。2012年6月12日に、同年6月12日発行・発売の7月号として創刊。毎月1回12日発行・発売。略称は「別チャン」。『週刊少年チャンピオン』の編集長である沢考史が同誌の編集長と兼任で創刊編集長となった。
1970年代に、姉妹紙である現在の『月刊少年チャンピオン』の前身として同社より刊行された同名誌がある。
創刊時は「ぶアツくいこうぜ！」をキャッチコピーとして用いり、2019年3月発売の4月号では大幅なリニューアルを敢行。それまでの筆文字風で表紙の1/5を占める誌名ロゴから一転しシンプルなロゴタイプとなり、表紙に登場するキャラクターの邪魔にならないようにスリム化されている。

## 連載作品
連載開始順。
- 弱虫ペダル SPARE BIKE（渡辺航）2014年9月号[3] -
- WORST外伝 ドクロ（原作：髙橋ヒロシ・漫画：きだまさし）2019年3月号 -
- マウントセレブ金田さん（ニャロメロン）2019年4月号 -
- ババンババンバンバンパイア（奥嶋ひろまさ）2021年11月号 -
- サイコ×パスト〜猟奇殺人潜入捜査〜（本田真吾）2022年1月号 -
- ナメ。（林あらた）2023年1月号 -
- カンダタおねえさんの地獄スローライフ（19歳）2023年6月号 -
- 魔入りました!入間くん if Episode of 魔フィア（原案：西修・漫画：hiro者）2023年10月号 -
- イセグレ（いづみかつき）2024年2月号 -
- 今朝も揺られてます（増田英二）2024年3月号 -
- カブリダニ（オオゾネサトシ）2024年5月号 -
- かいじゅうたん、現る。（中村たつおき）2024年7月号 -
- ブラザー仁義（小沢としお）2024年8月号 -
- U.M.A 〜未確認総合格闘技〜（ミルクマン）2025年1月号 -

### 過去の連載作品
連載終了順。
- スターダスト ジャンクション（森繁拓真）2012年7月号 - 10月号
- 12月のゼファー（米林昇輝）2012年7月号 - 12月号
- サイケデリック寿（西森茂政）2012年7月号 - 2013年4月号
- ハダカノタイヨウ（吉木まさかず）2012年7月号 - 2013年6月号
- ブラック・ジャック創作秘話〜手塚治虫の仕事場から〜（宮崎克・吉本浩二）2012年7月号 - 2013年6月号[4]
- ブラックギャラクシー6（阿部共実）2012年7月号 - 2013年8月号
- バキ外伝 創面（きずづら）（板垣恵介・浦秀光[5]・山内雪奈生）2012年7月号 - 2013年9月号
- しこたま（ニシカワ醇）2012年8月号 - 2013年10月号
- 眠らないでタエちゃん（中村ゆきひろ）2012年7月号 - 2014年9月号
- こんかつちゅう[6]（ひらいたけし）2013年6月号 - 2014年10月号
- 9デイズワンダー（福井瞬・オオノヨウ）2013年7月号 - 2014年10月号
- バキどもえ（板垣恵介・さいとうなおき）2012年7月号 - 2014年11月号[4]
- REBOOT（根建飛鳥）2013年4月号 - 2015年2月号
- やさい学園（前原三十日）2012年7月号 - 2015年4月号
- 少年Y（ハジメ・とうじたつや）2012年12月号 - 2015年7月号
- ガンロック（猪原賽・横島一）2014年10月号 - 2015年8月号
- サクラサクラ（もりしげ）2012年7月号 - 2015年10月号
- 聖闘士星矢 THE LOST CANVAS 冥王神話 外伝（車田正美・手代木史織）2012年7月号 - 2016年4月号[4]
- 百足-ムカデ-（フクイタクミ）2015年7月号 - 2016年6月号
- クローズZERO II 鈴蘭×鳳仙（髙橋ヒロシ・武藤将吾・水島力也・平川哲弘）2012年7月号 - 2016年10月号
- HiGH&LOW（原作：Team HI-AX漫画：細川雅巳）2015年11月号 - 2016年10月号
- 魔法少女・オブ・ジ・エンド（佐藤健太郎）2012年7月号 - 2017年9月号
- サンセットローズ（米原秀幸）2012年7月号 - 2017年9月号
- みつどもえ（桜井のりお）2012年10月号 - 2017年9月号[4]
- 美しい犬（ハジメ・オオイシヒロト）2017年1月号 - 2017年9月号
- セトウツミ（此元和津也）2013年5月号 - 2017年12月号
- ビンゾー（古谷野孝雄）2016年6月号 - 2017年12月号
- バキ外伝 -疵面（スカーフェイス）-（原作：板垣恵介、漫画：山内雪奈生）2014年11月号 - 2015年12月号[4][7]
- SAND STORM SLUGER（高嶋栄充）2015年9月号 - 2018年7月号
- わがままハニイホリック（みなもと悠）2017年9月号 - 2018年7月号
- 別冊 木曜日のフルット（石黒正数）2012年7月号 - 2018年12月号[8]
- レイリ（原作：岩明均、漫画：室井大資）2015年12月号 - 2019年1月号
- フェンリル姉さんと僕（阿崎桃子）2018年2月号 - 2019年2月号
- 三国志武将列伝〜蜀の章〜（山口陽史）2019年1月号 - 2019年6月号[9]
- ゲッターロボ デヴォリューション -宇宙最後の3分間-（原作：永井豪・石川賢、漫画：清水栄一×下口智裕）2016年1月号 - 2019年7月号
- 英雄!シーザーさん（大江しんいちろう）2016年11月号 - 2019年7月号
- AIの遺電子 RED QUEEN（山田胡瓜）2017年11月号 - 2019年7月号
- おしかけメイドの白雪さん（もりしげ）2018年6月号 - 2019年8月号[10]
- 先生、〆切ですよ!!（浜岡賢次）2018年7月号 - 2019年10月号[11]
- 一端の子（深山はな）2019年4月号 - 2019年11月号
- スピーシーズドメイン（野呂俊介）2013年11月号 - 2020年2月号
- NはNullのN（中村ゆきひろ）2018年8月号 - 2020年7月号
- 龍神かごめちゃん（松尾あき）2019年4月号 - 2020年8月号
- 怪獣のトカゲ（原案：山本崇一朗・漫画：福地カミオ）2019年5月号 - 2020年8月号[12]
- マジカルパンチ マジカル抜き（原作：中斉翔・作画：原田靖生）2019年10月号 - 2020年9月号
- 押せ推せ! グラドルちゃん。（春川朱香）2021年2月号 - 2021年5月号[13]
- インコンプリートアニマルズ（平沢バレンティーノ）2018年8月号 - 2021年6月号[14]
- 永遠の陽射しの屍（森田将文）2020年6月号 - 2021年8月号
- フルアヘッド!ココ ゼルヴァンス（米原秀幸）2017年12月号 - 2022年1月号
- RED DATA PLANET（原作：藤沢とおる・作画：伊臣麿）2019年8月号 - 2022年1月号[15]
- 夢見が丘ワンダーランド（増田英二）2020年9月号 - 2022年1月号
- 来陽と青梅（深山はな）2020年11月号 - 2022年6月号
- 恋と夏（腋野怜太）2022年4月号 - 2022年6月号[13]
- Lost Children（隅山巴文）2020年7月号 - 2022年12月号
- きみのご冥福なんていのらない（松尾あき）2021年3月号 - 2023年2月号
- はらぺこ銀河（魚乃目三太）2022年2月号 - 2023年5月号
- 潮が舞い子が舞い（阿部共実）2019年4月号 - 2023年7月号[16]
- 三国志武将列伝〜魏の章〜（山口陽史）2019年11月号 - 2023年8月号
- TEAM PHOENIX（原作：手塚治虫・脚本・作画：ケニー・ルイス）2021年6月号 - 2023年8月号
- ダーウィンズゲーム（FLIPFLOPs）2013年1月号 - 2023年11月号[17]
- 少女聖典ベスケ・デス・ケベス（ルノアール兄弟）2014年12月号 - 2024年6月号
- 擬態人A（渡辺アカ）2021年10月号 - 2024年7月号
- AIの遺電子 Blue Age（山田胡瓜）2020年8月号 - 2024年11月号
- クワトロバッテリー（高嶋栄充）2019年12月号 - 2025年2月号
- 不死と罰（佐藤健太郎）2021年12月号 - 2025年4月号
- せせせせ! 〜目指せ初H! 童貞女子のときめき大作戦〜（たばよう）2023年11月号 - 2025年7月号

## 連載記事
- 綾小路翔のハードボイルド人生相談（綾小路翔、構成：篠崎美緒）2012年7月号 -
- BC（ベッチャン） おしゃれドリル（文：山口俊輔、本文イラスト：ヨシノ）2012年7月号 -
- 掟ポルシェの死ぬ気！全力音楽塾（掟ポルシェ）2012年7月号 -
- レフティ名波浩のフットボール情熱最前線（構成・文：橋本学（リベロスタイル）、漫画：根建飛鳥）2013年5月号 -
- 漫画家志望遊戯〜別チャン式漫画家養成講座〜[18]（吉沢緑時）2013年6月号 -
- チャンピオン流映画闘論!! 2013年10月号 -

### 過去の連載記事
連載終了順。
- 赤ペン瀧川先生の映画地獄!!（文：赤ペン瀧川先生、イラスト：石坂リューダイ）2012年7月号 - 2013年9月号

## 映像化作品
| 作品                       | 放送年          | アニメーション制作 | 備考                   |
| -------------------------- | --------------- | ------------------ | ---------------------- |
| みつどもえ                 | 2010年（第1期） | ブリッジ           | 特別編1話（第1期）あり |
| みつどもえ                 | 2011年（第2期） | ブリッジ           | 特別編1話（第1期）あり |
| ダーウィンズゲーム         | 2020年          | Nexus              |                        |
| ババンババンバンバンパイア | 2025年          | GAINA              |                        |

| 作品       | 放送年 | 制作                                  | 備考 |
| ---------- | ------ | ------------------------------------- | ---- |
| セトウツミ | 2017年 | テレビ東京 ブロードメディア・スタジオ |      |

| 作品                       | 公開年 | 配給                       | 備考 |
| -------------------------- | ------ | -------------------------- | ---- |
| セトウツミ                 | 2016年 | ブロードメディア・スタジオ |      |
| ババンババンバンバンパイア | 2025年 | 松竹                       |      |

## 読者ページ
- 別CHANNEL（ベッチャンネル！）2012年7月号 -

## 歴代編集長
1. 沢考史：2012年7月号（第1巻第1号、創刊号） - 2016年7月号（第5巻第7号）
2. 髙田健一郎：2016年8月号（第5巻第8号） - 2018年
3. 松山英生：2018年 - 2023年12月号（第12巻第12号）
4. 信田敬介：2024年1月号（第13巻第1号） -

## エピソード
『弱虫ペダル SPARE BIKE』の定期連載がスタートした2014年9月号は完売する店舗が続出し、入手困難が続出したことから、翌号の10月号に異例の再掲載をすることとなった。